# Mas Pallerols
El Mas Pallerols és una masia del municipi de Sant Feliu de Pallerols (Garrotxa) inclosa en l'Inventari del Patrimoni Arquitectònic de Catalunya.

## Descripció
Es tracta d'un edifici civil orientat a llevant amb teulada a dues vessants. A la porta principal hi ha escrit amb lletres en relleu «Lluís Arbat de Pallerols 1922». Al costat i en una porta davantera hi ha escrit: «Joan Arbat me fecit 1778». A la part davantera hi ha sis arcades que conformen una galeria. Tota la casa està envoltada per un mur. A la banda esquerra i fora de la zona encerclada hi ha una pallissa.

## Història
Es creu que l'antic nom de «payerols» ha donat nom al municipi. Això ens fa pensar en una antiga edificació que es podria remuntar als segles x-xi. L'any 1483 Francisca de Payerols es casà amb l'hereu de La Fàbrega, anomenat Marturià Fàbrega, enllaçant-se les dues grans cases del terme. Als segles xviii-xix la casa va sofrir diverses transformacions.